# Teater Får302
Teater Får302 er et teater beliggende i Toldbodgade 6 i København.
Teatret har eksisteret siden 1987 og er Københavns mindste teater med kun 47 pladser. Teatret blev startet af ni skuespillere, der havde en fælles baggrund i den russiske skuespiller Galina Brenaas uddannelse, Tsarens Hof. 

Teatret er beliggende i en gammel toværelses lejlighed i Nyhavn, som blev lavet om til et teater som stort som det ser ud i dag. 
Teatret modtog i 2009 Årets Reumert for forestillingen KLUMPFISKEN.